# Clive Shorten
Clive Shorten (né le 28 juin 1973) est un patineur artistique britannique qui a patiné en individuel et en couple artistique. Il a été champion de Grande-Bretagne en 1999 dans la catégorie individuelle.

## Biographie

### Carrière sportive individuel
Clive Shorten est monté quatre fois sur le podium des championnats de Grande-Bretagne dont une fois sur la plus haute marche en 1999.
Sur le plan international, il a représenté son pays deux fois à des championnats du monde junior (en mars 1991 à Munich et mars 1992 à Oakland), une fois à des championnats d'Europe (en janvier 1999 à Prague) et deux fois à des championnats du monde senior (en mars 1995 à Birmingham et en mars 1999 à Helsinki). Il n'a jamais participé aux Jeux olympiques d'hiver.

### Carrière sportive en couple
Entre 1990 et 1993, Clive Shorten a mené de front une carrière individuelle et une carrière en couple artistique avec sa partenaire Victoria Pearce. Ils ont participé ensemble à deux championnats du monde junior (en mars 1991 à Munich et mars 1992 à Oakland) et aux championnats d'Europe de 1993 à Helsinki et se sont classés 13e.

## Palmarès
| Compétition en Individuel       | 1991 | 1992 | 1993 | 1994 | 1995 | 1996 | 1997 | 1998 | 1999 |  |  |  |  |  |
| Jeux olympiques d'hiver         |      |      |      |      |      |      |      |      |      |  |  |  |  |  |
| Championnats du monde           |      |      |      |      | 19e  |      |      |      | 31e  |  |  |  |  |  |
| Championnats d’Europe           |      |      |      |      |      |      |      |      | 24e  |  |  |  |  |  |
| Championnats de Grande-Bretagne |      |      |      | 4e   | 2e   | F    | 3e   | 3e   | 1er  |  |  |  |  |  |
| Championnats du monde juniors   | 21e  | 19e  |      |      |      |      |      |      |      |  |  |  |  |  |
|                                 |      |      |      |      |      |      |      |      |      |  |  |  |  |  |
| Compétition en Couple           | 1991 | 1992 | 1993 | 1994 | 1995 | 1996 | 1997 | 1998 | 1999 |  |  |  |  |  |
| Championnats d’Europe           |      |      | 13e  |      |      |      |      |      |      |  |  |  |  |  |
| Championnats du monde juniors   | 14e  | 8e   |      |      |      |      |      |      |      |  |  |  |  |  |
| Championnats de Grande-Bretagne |      | 3e   | 1er  |      |      |      |      |      |      |  |  |  |  |  |
| Légende : F = Forfait           |      |      |      |      |      |      |      |      |      |  |  |  |  |  |